# Helmut Wimmer
Helmut Wimmer (* 1956 in Wels) ist ein österreichischer Kameramann und Medienkünstler.
Helmut Wimmer studierte Regie und Kamera an der Hochschule für Musik und darstellende Kunst Wien. Seit den 1990er Jahren ist er als Kameramann für Spiel- und Dokumentarfilme tätig. Künstlerisch betätigt er sich mit Fotografie, Video und Text.

## Filmografie (Auswahl)
- 2000: Wir bleiben zusammen
- 2001: Bellaria – So lange wir leben!
- 2002: Taxi für eine Leiche
- 2003: Brüder II
- 2006: Die Ohrfeige
- 2007: Franz Fuchs – Ein Patriot
- 2011: Hot Spot (Dokumentarfilm)
- 2014: Ein Augenblick Leben (Dokumentarfilm)
- 2015: Fang den Haider (Dokumentarfilm)